# John Tillotson

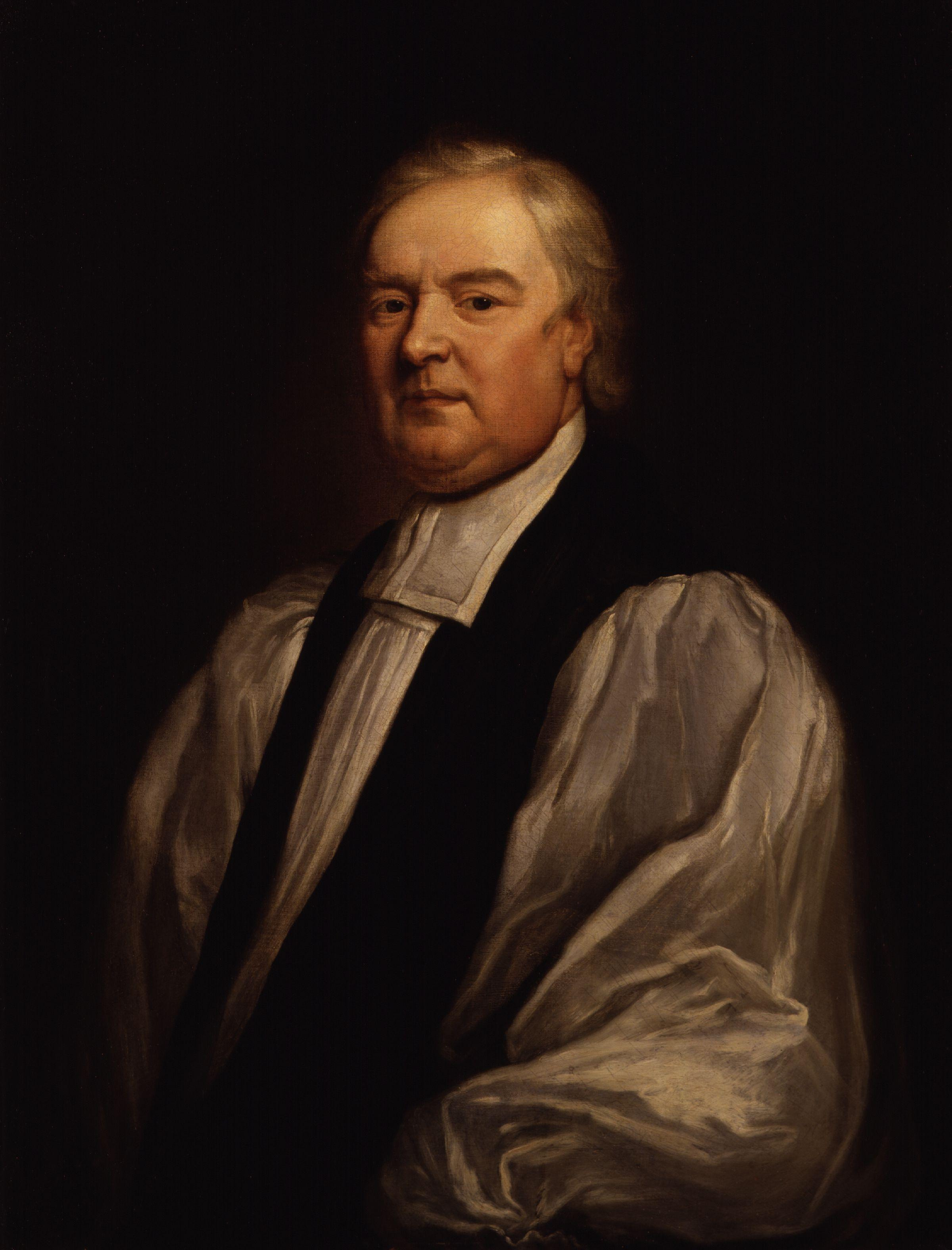
John Tillotson

John Tillotson, född i oktober 1630 i Sowerby, Yorkshire, död den 22 november 1694, var en engelsk ärkebiskop och berömd predikant.
Tillotson växte upp i ett puritanskt hem, men blev under sin studietid i Cambridge påverkad av Cambridgeplatonikerna Ralph Cudworth och Henry More, vilka gav honom en ny, religiös problemställning, inriktande hans intresse på motsatsförhållandet mellan kristendom och rationalistisk ateism som den avgörande frågan. Läsningen av Chillingworths Religion of protestants påverkade honom än mer i latitudinarisk riktning. 
Tillotson räknas som en av de mera bemärkta kyrkomän, som inom den anglikanska kyrkan ville bereda rum för vitt skilda religiösa åskådningar, betraktande de dittillsvarande stridigheterna mellan kyrkan och dissenters, över huvud den konfessionella, dogmatiska polemiken som av mindre betydelse i jämförelse med den praktiska sidan av kristendomen, om vilken enighet borde kunna uppnås. 
Latitudinarierna intog kampställning emot romersk katolicism och rationalistisk ateism samt var moderat ortodoxa, men har utan tvivel genom sitt bristande dogmatiska intresse arbetat deistisk upplysning i händerna. Latitudinarisk kyrkopolitik inaugurerades genom Vilhelm av Oranien, som också gjorde Tillotson, mycket emot dennes vilja, till ärkebiskop av Canterbury 1691. 
Någon politisk roll såsom sådan spelade Tillotson inte. Det hade han inte heller förut gjort. Men han var känd som sin tids mest uppmärksammade predikant. Hans homiletiska förmåga hade förskaffat honom framskjutna kyrkliga befattningar. 1672 hade han blivit domprost i Canterbury, 1689 i Sankt Pauls-katedralen. 
I den engelska predikans historia bildar Tillotson epok. Han besatt en aktningsvärd teologisk lärdom, men visste att på predikstolen i formellt hänseende frigöra sig från den teologiska terminologin. Utrustad med gedigen human bildning, använde han ett språk, som bröt med den gängse predikotraditionens och i stället anslöt sig till den högre, humanistiska bildningens. 
Tillotson och hans lärjungar lyckades härigenom i hög grad vinna den bildade engelska medelklassens öra. Hos Tillotson tillkom ett sällsynt ledigt och behagligt utförande. Han avfattade sina predikningar skriftligt, men det väckte mycket uppseende, att han fullständigt frigjorde sig från sitt koncept. Tillotsons rykte som predikant gick vida utöver hemlandets gränser. 
Hans predikningar översattes både till franska och tyska. Voltaire kunde inte neka dem sin beundran. I Tyskland bildade sig Johann Lorenz von Mosheim efter Tillotson, och den samtid, som högt värderade Mosheim, kunde icke ge honom bättre hedersnamn än den tyske Tillotson. Till svenska översattes Utvalda predikningar, 1–5 (1765–1770).